# Rosari

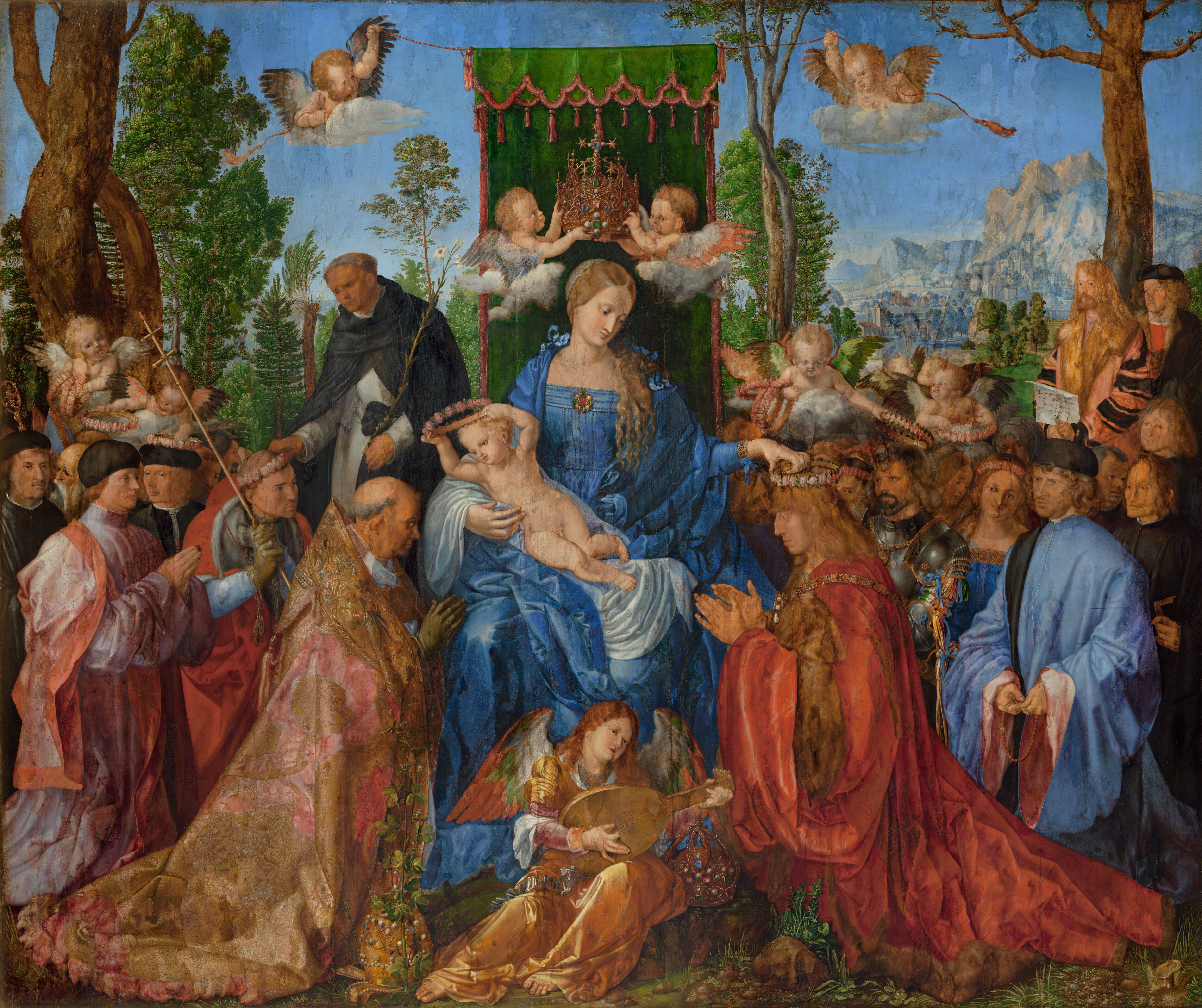
La Mare de Déu de la festa del Rosari per Dürer (Galeria nacional de Praga)

El rosari, dit el roser en català medieval, és una pregària tradicional catòlica que consisteix en la recitació de tres sèries d'oracions. Consagrat a la Verge Maria, mare de Jesús, rep el seu nom del llatí eclesiàstic rosarium, que designa la garlanda de roses amb què són coronades les representacions de la Mare de Déu.
En el seu origen, el rosari és una forma de devoció mariana qui consisteix en la recitació de quinze desenes (o denes) d'avemaries, cadascuna d'elles precedides per un parenostre i seguides per un glòria, acompanyades d'altres oracions. Tradicionalment la recitació ajudava a meditar sobre tres sèries de "misteris": de goig, de dolor i de glòria, lligats amb la vida de Maria i de Jesús. En la carta apostòlica «Rosarium Virginis Mariae» el papa Joan Pau II va recomanar afegir-hi una quarta sèrie, els misteris de llum: "l'Església ha reconegut sempre a aquesta pregària una eficàcia particular i ha confiat al seu res coral, a la seva pràctica constant, les causes més difícils".

## Orígens
Les primeres mencions al rosari daten de l'any 800, va ser popularitzat per Sant Domènec i va declarar-se oficial després de la batalla de Lepant (on suposadament va intercedir la Verge després d'una pregària). Es va estendre en el cristianisme a partir de la recomanació de resar-lo per part del papa Pius V, el qual li va dedicar la festa del 7 d'octubre. El seu nom al·ludeix a la rosa, ja que cada cop que se li resa a Maria és com si se li oferís una flor.

## Estructura de la pregària
De manera general, es comença persignant-se i es reciten els misteris del dia; s'enuncia el misteri a partir del passatge de l'evangeli que el narra, es medita, es resa un parenostre, deu avemaries i un glòria, després es passa al segon misteri i així fins a acabar la pregària, que acaba amb una oració final i una estona de silenci. Hi ha, però, diferents tradicions que permeten un canvi de l'ordre en les oracions.
El rosari s'inicia, en el brancal inicial, per: 
- Fer el signe de la creu
- La recitació del Credo
- Un parenostre, sobre el primer gra gruixut (dena), per les intencions del Papa i les necessitats de l'Església Catòlica
- Una avemaria sobre cadascuna dels següents grans, per cadascuna de les virtuts teològiques: Fe, Esperança i Caritat
- Un glòria en el darrer gra gruixut

Segueix la pregària de les desenes, repetint aquest cicle per cada misteri:
- L'enunciació del misteri
- Un parenostre a la dena
- Una avemaria a cadascun dels deu grans adjacents
- Un glòria a l'espai abans de la propera dena

Per acabar:
- El Salve Regina
- La Letania de la Mare de Déu
- Diferents intencions
- El signe de la creu

En comptes d'acabar cada desena amb el Glòria, el papa Pius IX suggeria que s'hi afegís també Requiescat in pace.

### Variacions
Segons les tradicions de pregària, les desenes poder ser seguides per la recitació d'altres oracions o frases pietoses. Alguns catòlics reciten les pregàries de Fàtima, precedint o seguint el glòria. D'altres afegeixen la pregària de la medalla miraculosa, "Oh Maria, sens pecat concebuda...", el refrany de l'Ave de Fàtima ("Ave, Ave, Ave Maria! Ave, Ave, Ave Maria!"), o altres pregàries.
Després del Salve Regina, molts catòlics afegeixen altres pregàries, de la pregària a sant Miquel (Sant Miquel arcàngel, defenseu-nos en la lluita...), pregàries per les intencions al papa, o altres recomanades pel papat. De vegades, es pot recitar a la fi la Lletania de la Mare de Déu.
A la pràctica de l'orde dominicà, les pregàries inicials del rosari corresponen a l'encet de l'ofici diví:
1. En el nom del Pare, del Fill i de l'Esperit sant. Amén.
2. Déu vós salve, Maria, plena sou de gràcia, el Senyor és amb Vós.
3. Beneïda sou Vós entre totes les dones, i Beneït és el fruit del vostre ventre, Jesús.
4. Oh Senyor, obre els meus llavis.
5. I la meva boca proclamarà la vostra lloança.
6. Deus in adjutorium meum intende.
7. Oh Senyor, ajudeu-me.
8. Glòria al Pare, i al Fill, i a l'Esperit Sant, com era en un principi, ara i sempre. Amén.

## Collaret del rosari

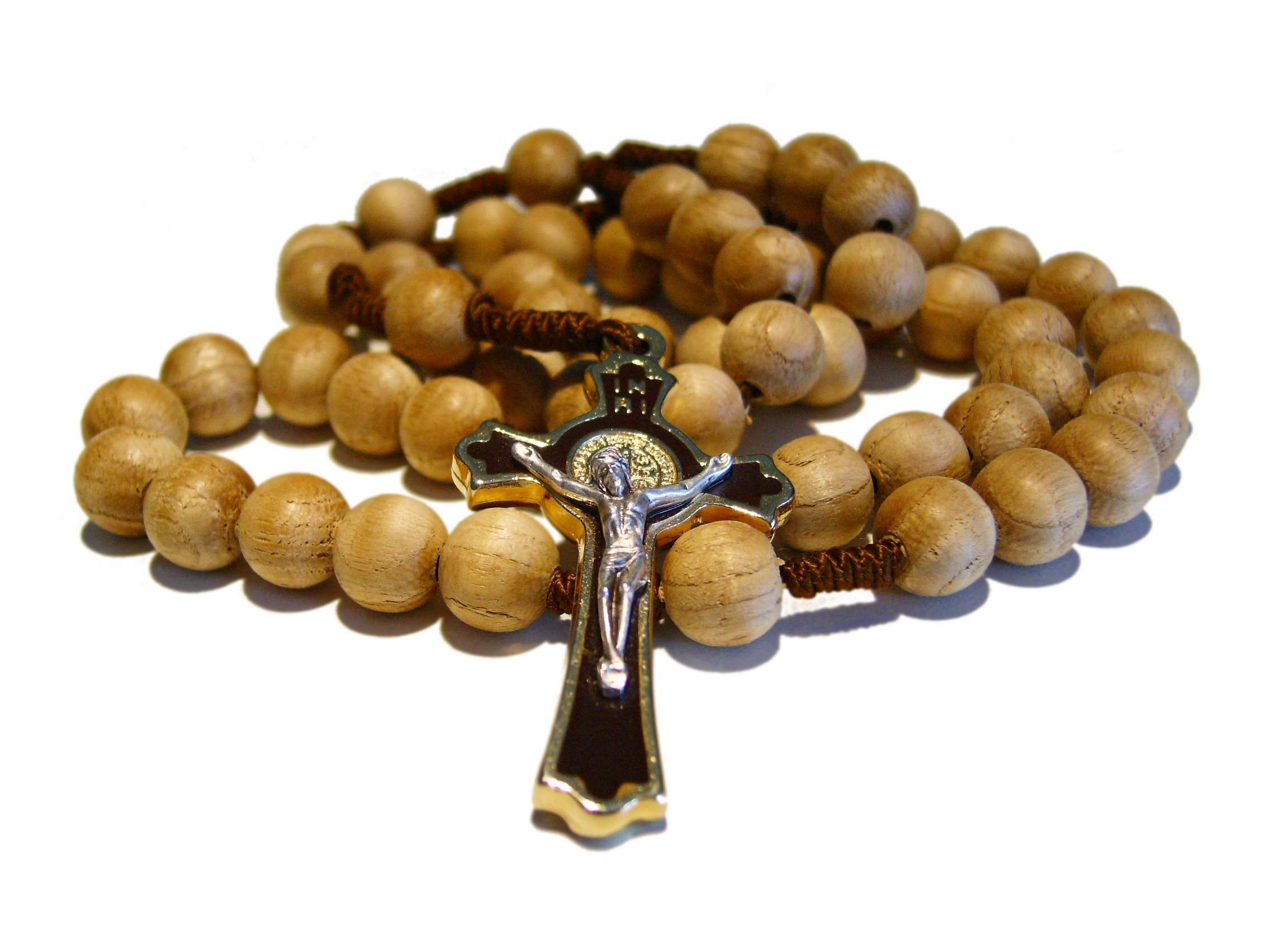
Rosari de fusta

Tradicionalment, s'anomena també rosari la rastellera de grans enfilats (similar a un collaret) que serveix per a comptar el nombre d'oracions del rosari. Comprèn cinc desenes de grans petits anomenats Ave, precedits cadascuna per un gra més gros (dena) anomenat Pater. A partir d'un dels grans més grossos hi ha una branca final que comporta tres grans petits (Ave), un de gros (Pater) i una creu. Els noms Ave i Pater corresponen al primer mot de la versió llatina de les pregàries recitades.
Hi ha qui opina, com el lingüista Gabriel Bibiloni, que el mot rosari és un castellanisme, i que se n'hauria de dir roser, mot antic si bé no és normatiu. A més, hi ha l'advocació de la Mare de Déu del Roser, vinculada al rosari.

## Misteris
Els misteris són els següents:

### De goig
Es preguen en dilluns i dissabte i recullen els moments de felicitat de la vida de la Verge Maria
- L'Anunciació
- La Visitació
- El naixement de Jesús
- La presentació de Jesús al temple
- El retrobament amb Jesús en el temple

### Lluminosos
Es preguen el dijous, van ser aprovats oficialment el 2002 i recullen moments feliços per als cristians
- El baptisme de Jesús
- Les noces de Canà
- L'anunci del Regne de Déu
- La transfiguració de Jesús
- L'eucaristia

### Dolorosos
Es preguen el dimarts i el divendres i representen el patiment per la mort de Jesús, narrada als relats evangèlics de la Passió de Jesús
- La nit a l'hort de Getsemaní
- La flagel·lació
- La corona d'espines
- Jesús carregant la creu
- La crucifixió

### Gloriosos
Es preguen en dimecres i diumenge i simbolitzen la divinitat de Jesús
- La Resurrecció de Crist
- L'ascensió de Jesús al cel
- La Pentecosta
- L'Assumpció de la Verge
- La coronació de Maria com a reina del Cel

## Relacions amb altres pràctiques religioses
Aquesta pregària té funcions similars a la dels mantres orientals, per les seves repeticions de paraules sagrades, que indueixen l'orant a creure que es troba en contacte amb la divinitat. Algunes denominacions protestants minoritàries han adoptat el rosari com a oració.
El res repetitiu on es compten les pregàries amb un enfilall de boles no és exclusiu del cristianisme, es fan servir polseres amb boles per a pregar en altres cultes, com ara l'hinduisme i el budisme.